# B.o.B
Bobby Ray Simmons Jr. (født 15. november 1988), også kendt som Bobby Ray eller B.o.B, er en amerikansk rapper, singer-songwriter, multi-instrumentalist og musikproducer. Han er i øjeblikket signet af pladeselskaberne Grand Hustle og Atlantic Records.

## Debutalbum
Hans debutalbum, B.o.B Presents: The Adventures Of Bobby Ray , skulle oprindeligt udgives den 25. maj 2010, men blev flyttet frem til 27. april 2010 på grund af den kommercielle succes med sangen "Nothin' on You". Den var hurtigt blevet eksponeret, blandet andet på grund af at en cover-version af amerikansk-koreanske Jay Park var blevet lagt ud på YouTube; denne opnåede over 1.500.000 visninger i løbet af de første 24 timer. Albummet blev udgivet på T.I.'s pladeselskab Grand Hustle, og på det medvirker blandt andet Lupe Fiasco, T.I., Playboy Tre, Hayley Williams fra Paramore, Rivers Cuomo fra Weezer, Janelle Monáe, Bruno Mars og Eminem.
Anden single fra debutalbummet blev sangen "Airplanes", der i originaludgaven har Hayley Williams med på omkvædet og i Part II-udgaven også har Eminem med.